# João Ducas (megaduque)
João Ducas (em grego: Ἰωάννης Δούκας) era membro da família Ducas, parente do imperador Aleixo I Comneno (r. 1081–1118) e um oficial militar de alta patente durante o seu reinado. Como governador de Dirráquio, defendeu os territórios do império na região ocidental dos Bálcãs contra os ataques da Sérvia. Nomeado mega-duque (megas doux), João expulsou do mar Egeu as frotas do emir seljúcida Tzacas, sufocou revoltas em Creta e em Chipre e, por fim, recuperou muitos territórios na costa ocidental da Anatólia para os bizantinos.

## História

### Primeiros anos

Império Bizantino ca. 1081, ano da ascensão de r.

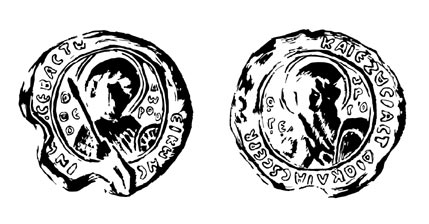
Selo de Constantino Bodino r.

João Ducas nasceu por volta de 1064, segundo filho do doméstico das escolas Andrônico Ducas, filho do césar João Ducas, e de sua esposa, Maria da Bulgária, neta do tsar João Vladislau (r. 1015–1018). Além disso, João era cunhado de Aleixo I Comneno, que se casara com sua irmã Irene Ducena. Em 1074, durante a revolta do mercenário normando Roussel de Bailleul, João e seu irmão mais velho, Miguel, estavam na casa de seu avô na Bitínia. Roussel exigiu que o césar entregasse os dois como reféns em troca do pai deles, que estava ferido e era mantido como prisioneiro. O João Ducas sênior aceitou e os dois foram aprisionados por Roussel; Miguel conseguiu escapar, mas o jovem João ficou com ele até a sua derrota e captura pelos turcos de Artuque no final do mesmo ano. Após a morte de seu pai em 1077, João permaneceu nas terras do avô na Trácia e foi criado por ele. Foi ali que soube da revolta de Aleixo Comneno contra Nicéforo III Botaniates (r. 1078–1081) em 1081 e foi quem informou o césar sobre ela. Juntos, eles se juntaram às forças de Aleixo em Schiza, onde este foi proclamado imperador.

### Governador de Dirráquio
Em 1085, quando Aleixo recuperou o importante porto estratégico de Dirráquio no Adriático dos normandos, João Ducas foi nomeado como governador militar (duque; doux) do Tema de Dirráquio. Permaneceu ali até 1092, quando foi substituído por João Comneno, o filho do irmão do imperador, o sebastocrator Isaac. Seu período no cargo foi, aparentemente, muito proveitoso. João repeliu incursões dos sérvios de Dóclea e de Ráscia, chegando, segundo Ana Comnena, a capturar o rei Constantino Bodino (r. 1081–1101) de Dóclea, que ele depois restaurou ao poder como um cliente do Império Bizantino. Assim, João conseguiu restaurar a ordem na região da Albânia e da Dalmácia, que sofreram muito durante as guerras bizantino-normandas dos anos anteriores. Correspondências sobreviventes do bispo Teofilacto de Ácrida dão conta deste sucesso; após a saída de João, Teofilacto demonstra saudade do seu governo e pede-lhe conselhos.

### Mega-duque e as campanhas contra os turcos

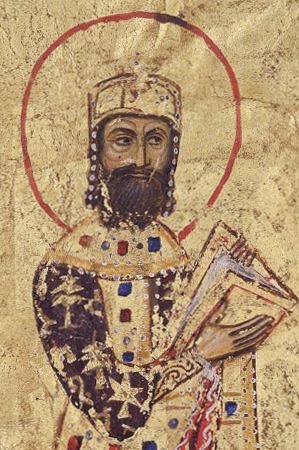
O imperador Aleixo I Comneno r.

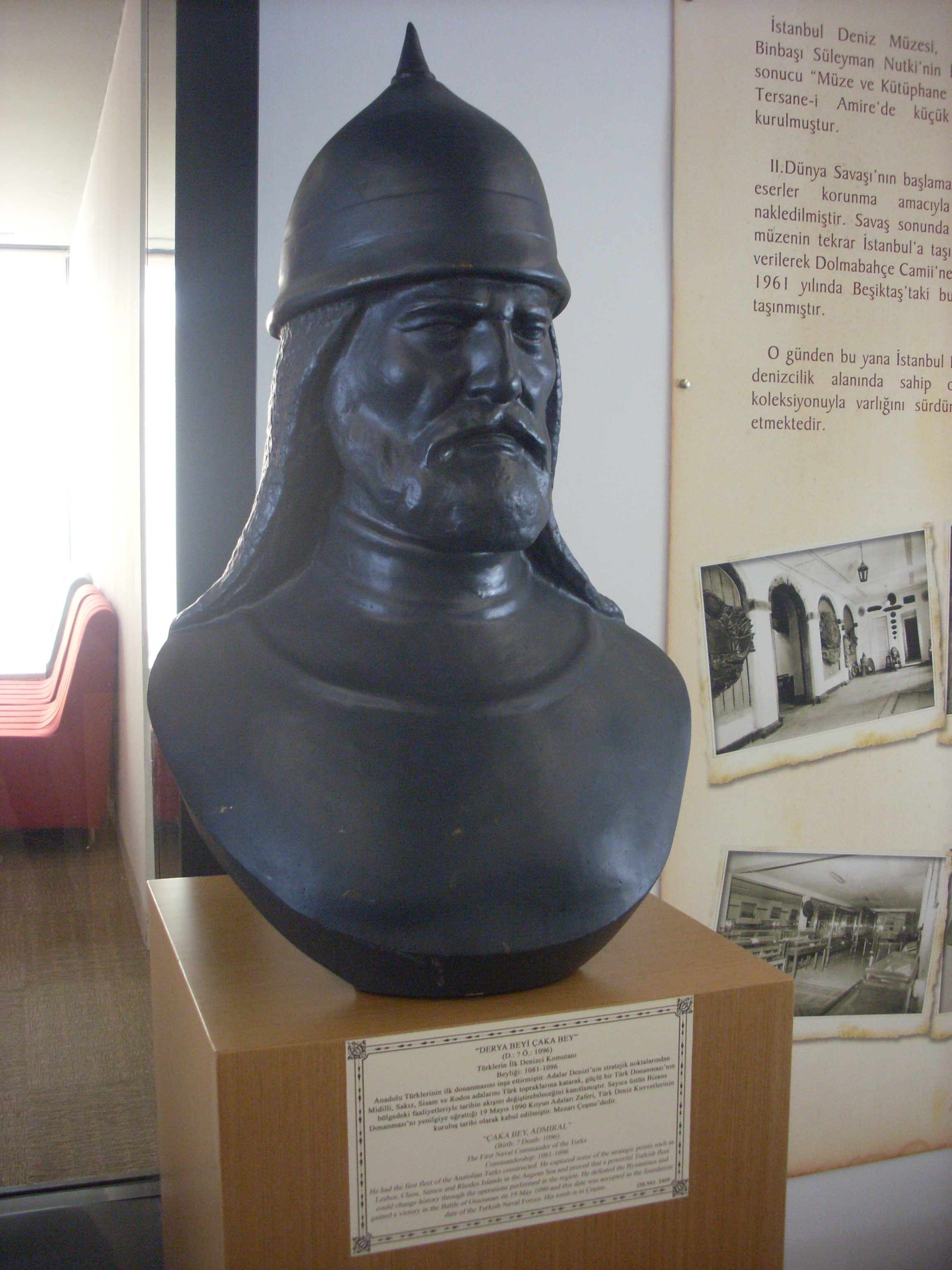
Escultura atual de Tzacas no Museu Naval de Istambul

Após ter sido reconvocado a Constantinopla em 1092, João foi nomeado para o posto de mega-duque (megas doux), ou seja, o comandante-em-chefe da marinha bizantina. Embora seja o primeiro mega-duque conhecido e seja geralmente creditado como sendo o primeiro a ocupar o posto, há algumas evidências de que já existia no final de 1085, embora a pessoa que ocupara o cargo seja desconhecida. Como mega-duque, João foi encarregado de conter a ameaça apresentada pelo emir seljúcida Tzacas de Esmirna. Este, um antigo vassalo bizantino, havia construído uma frota própria e, com ela, capturou algumas das ilhas Egeias, realizou raides em outras e chegou ao ponto de se auto-declarar imperador. Após ter participado do sínodo que condenou Leão de Calcedônia, João se dedicou a retomar a ilha de Lesbos. Suas tropas marcharam ao logo da costa anatólica até o ponto de frente para a ilha, de onde elas cruzaram o mar. A frota, que, sob o comando de Constantino Dalasseno, já havia conquistado Quios, se encontraria com ele ali. As forças combinadas bizantinas cercaram Mitilene por três meses, quando Tzacas ofereceu-se para ceder a ilha em troca de passagem livre até Esmirna. João concordou, mas, conforme os turcos zarpavam, Dalasseno, que havia acabado de chegar com seus navios, os atacou. Tzacas conseguiu manter a fuga, mas a maior parte da frota foi capturada ou afundada. Após esta vitória, João Ducas reforçou as defesas de Mitilene e, em seguida, liderou sua frota na reconquista das ilhas capturadas por Tzacas, antes de retornar para Constantinopla.
Quando retornou para a capital imperial, João foi encarregado (final de 1092, início de 1093), juntamente com Manuel Butumita, com a supressão das revoltas em Creta, liderada por Cárices, e em Chipre, por Rapsomata. A revolta do primeiro foi facilmente derrotada uma vez que as notícias da aproximação da frota levaram a um contra-golpe que o derrubou. Em Chipre, a resistência inicial de Rapsomata foi vencida e o próprio foi capturado logo depois. Eumácio Filocala foi nomeado como novo governador da ilha e a frota retornou à capital.
Em 1097, após a rendição de Niceia aos bizantinos, Aleixo nomeou João como comandante-em-chefe do exército bizantino na Anatólia e o encarregou de recuperar o litoral do Egeu dos turcos. Para evitar o conflito e facilitar as negociações, recebeu a custódia da esposa do sultão seljúcida Quilije Arslã I (r. 1082–1107) e da filha de Tzacas, que havia sido capturada em Niceia. João cedeu o comando da frota para Caspax e marchou contra Esmirna, onde, após um curto cerco, Tzacas se rendeu em troca de um salvo-conduto para si e uma garantia da segurança da população. O mega-duque aceitou imediatamente e tomou a cidade, nomeando Caspax seu governador. Mesmo antes de assumir suas funções, porém, Caspax foi assassinado por um muçulmano e os revoltados marinheiros da tropa massacraram os habitantes da cidade. João Ducas foi incapaz de contê-los e só conseguiu restaurar a ordem quando o massacre terminou. Ele então deixou o experiente general Hiáleas como duque e a frota inteira para defenderem a cidade, enquanto continuou sua campanha. A partir de Esmirna, João marchou para o sul até Éfeso, onde derrotou a guarnição turca após uma longa batalha e capturou 2 000 prisioneiros que ele assentaria nas ilhas do Egeu. Petzeas foi nomeado duque de Éfeso e João, com seu exército, prosseguiu continente adentro, tomando as cidades de Sárdis e Filadélfia, que ele encarregou a Miguel Cecaumeno, e chegou até Laodiceia, que abriu seus portões para ele. Dali, marchou até as fortalezas de Choma e Lampe, instalando Eustácio Camitzes como governador, chegando até Políboto, para onde a maior parte dos turcos sobreviventes de Éfeso havia fugido. Tendo pego-os de surpresa, o exército de Ducas os derrotou e conseguiu uma grande quantidade de tesouros.

### Últimos anos
João Ducas não aparece mais na Alexíada após sua campanha de 1097. Porém, sabe-se através de documentos monásticos que ele se retirou para um mosteiro e assumiu o nome monástico de "Antônio" em algum momento. A data de sua morte é desconhecida, mas, em um tipicon datado de 1110-1116, é mencionado como estando vivo, enquanto que em outro, de 1136, é explicitamente mencionado como tendo morrido.